# Академия персидского языка и литературы
Академия персидского языка и литературы Исламской Республики Иран (перс. فرهنگستان زبان و ادب فارسی جمهوری اسلامی ایران‎) — организация — регулятор персидского языка, основана 20 мая 1935 года по инициативе Реза-шаха в Тегеране. Академия выступает в качестве официального регулятора персидского языка, способствует лингвистическим исследованиям персидского и других иранских языков.

## История

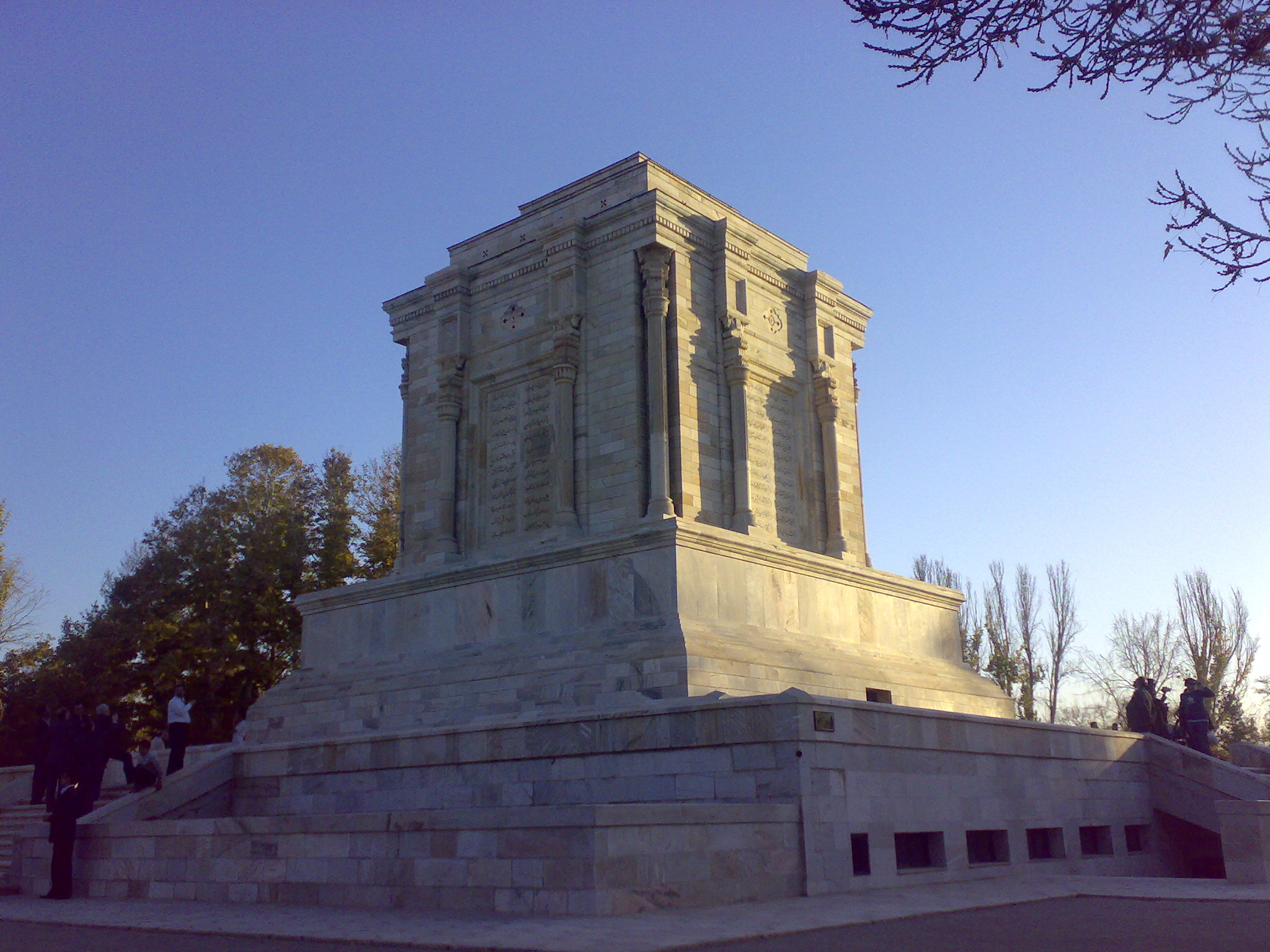
Мавзолей Фирдоуси в Тусе, близ Мешхеда

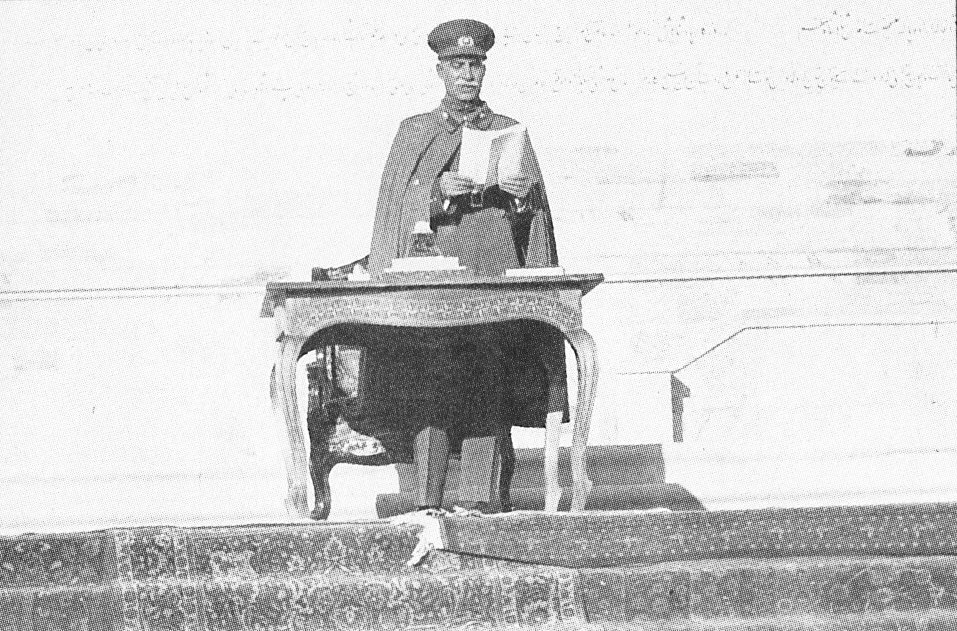
Шах Ирана Реза Пехлеви на официальном открытии мавзолея Фирдоуси во время празднования тысячелетия поэта (1934).

Академия персидского языка и литературы была создана в 20 мая 1935 года под названием «Академия Ирана» по инициативе Реза-шаха при активном содействии премьер-министра Мохаммеда Али Форуги и писателя и политика Хекмата Ширази, которые взяли на вооружение многие идеи Ататюрка, создавшего в 1932 году Турецкое лингвистическое общество. Одной из целей, которые преследовал Реза-шах при создании Академии, была «зачистка» персидского языка от заимствований из арабского и французского языков и замена их персидскими эквивалентами. В 1934 году Реза Шах распорядился привести в порядок заброшенную могилу Фирдоуси, построить ему мавзолей и провести в Мешхеде празднование тысячелетия персидской литературы, отсчитываемое с даты рождения поэта. На торжествах, получивших название праздник тысячелетия Фирдоуси (перс. جشن هزاره فردوسی‎), присутствовали делегации многих стран мира, а также известные учёные-иранисты из Европы, США и Советского Союза.
В состав Академии персидского языка и литературы были включены известные иранские учёные, такие как:
- Аббас Экбаль Аштиани
- Абдольазим Гариб
- Ахмад Матин-Дафтари
- Али Акбар Деххода
- Али Акбар Сиязи
- Али Асгар Хекмат
- Бадиозаман Форузанфар
- Эбрахим Пурдавуд
- Хомаюн Форузанфар
- Иса Садик
- Махмуд Хесаби
- Мохаммед Али Форуги
- Мохаммад Али Джмалзаде
- Мохаммад Казвини
- Мохаммад Хеджази
- Мохаммад-Таги Бахар
- Касем Гани
- Голямреза Рашид-Яземи
- Саид Нафиси
- Забихолла Сафа.

В состав Академии впоследствии также был избран ряд иностранных учёных-иранистов:
- Артур Кристенсен (Дания)
- Анри Массе (Франция)
- Хуссейн Хейкал (Египет)
- Рафат-паша (Египет)
- Ян Рыпка (Чехословакия)
- Мухаммаджон Шакури (Таджикистан, СССР)
- Абдулкадир Маниязов (Таджикистан, СССР)
- Додихудо Саймиддинов (Таджикистан, СССР).

### Мероприятия в сфере языковой политики до создания Академии
Впервые вопрос о необходимости защиты персидского языка от иностранных заимствований, а также стандартизации персидской орфографии поднял ещё в 1871 году Насреддин-шах. Преемник Насреддин-шаха Мозафереддин-шах Каджар в 1903 году создал первую в Иране ассоциацию исследований персидского языка. Эта Ассоциация официально заявила, что использует персидский и арабский язык в качестве приемлемых источников для словообразования. Конечная цель этой ассоциации заключалась в предотвращении издания печатных книг с использованием «неправильных» слов. Официальные лица Ассоциации возлагали ответственность за печатание «неправильных» книг на правительство страны. «Истинно персидские» слова, вводившиеся в оборот Ассоциацией, такие как «Рах Ахан» (راه آهن) — «железная дорога», — публиковались в Iran Soltani Newspaper.
В 1911 году была основана Научная ассоциация, под редакцией которой был издан словарь под названием «Слова научной ассоциации» (перс. لغت انجمن علمی‎), впоследствии расширенный и дополненный и известный как словарь Katouzian.

## Функции и деятельность Академии

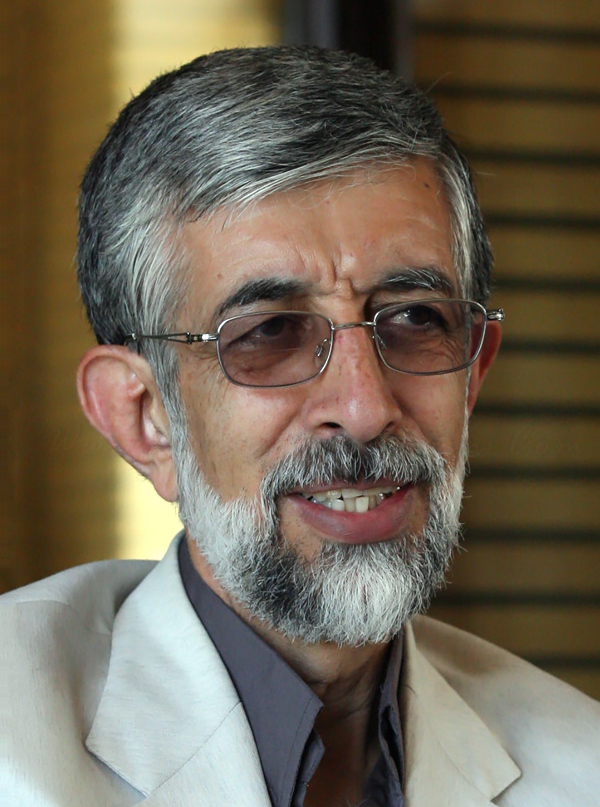
Голям-Али Хаддад Адель, президент Академии в 1995—2004 и с 2008 года по настоящее время

Академия известна своей пуристской деятельностью — одной из задач Академии является осуществление контроля над созданием новых слов и поиском лексических эквивалентов при переводе с иностранных языков на персидский, определение необходимых критериев для сохранения и укрепления основ персидского языка при столкновении его с новыми понятиями и терминами и др. Кроме того, в академии идет работа над официальной орфографией персидского языка.
Решением от 18 октября 1995 года меджлис Ирана запретил использование западных лексических заимствований в госучреждениях. С 2005 года эта деятельность активно поддерживалась президентом Ирана Махмудом Ахмадинежадом.
С 2004 года Академией издаётся «Словарь терминов, утверждённых Академией персидского языка и литературы». С 2004 по 2010 год издано 7 томов словаря, включающие 30 тыс. терминов и оборотов.
В результате в период с 1995 по 2010 год в лексике газеты «Иран» частота употребления заимствований снизилась с 2,02 % до 1,74 %. При этом, и что более важно как показатель борьбы за чистоту языка, использование нерекомендованных заимствований снизилась почти в 1,5 раза — с 0,60 % до 0,43 % от общего лексического объёма.
Академия выступала против программы президента Хасана Рухани по преподаванию в школах родных языков этнических групп, считая, что это является серьёзной угрозой для персидского языка.

## Нынешние члены Академии
Академия имеет в своём составе 25 постоянных членов — учёных-лингвистов, писателей и т. д., при этом до 10 постоянных членов избирается из числа иностранных учёных — как правило, представителей Афганистана, Таджикистана, Узбекистана. По состоянию на сентябрь 2016 года постоянными членами Академии были:

| Иран - Абдул Мохаммад Аяти - Хасан Анвари - Насрулла Пурджавади - Ядолла Самаре - Голям-Али Хаддад Адель - Бахауддин Хоррамшахи - Мохаммад Дабирмокаддам - Али Роаги - Бахман Саркарати - Исмаил Садат - Ахмад Самеи Гилани - Али-Ашраф Садеки - Махмуд Абеди - Камран Фани - Бадрользаман Гариб - Фатхолла Моджтабаи - Мехди Мохаккек - Хушанг Моради Кермани - Хосейн Масуми Хамедани - Мохаммад Али Мовахед - Салим Нейсари - Мохаммад Джафар Яхаки | Афганистан - Файзулла Кудси - Гулам Сарвар Хомаюн - Мохаммад Хосейн Ямин | Умершие члены Академии - Абольхасан Наджафи - Абдольреза Хушан Махдави - Кейсар Аминпур - Ахмад Арам - Ахмад тафаззоли - Джавад Хадиди - Мохаммад Хансари - Мохаммад-Таги Данешпажух - Хамид Фарзам - Мохаммад Мохит Табатабаи - Мостафа Могареби - Абдулкадир Маниязов — Таджикистан - Мухаммаджон Шакури — Таджикистан - Хасан Хабиби |

## Решение Академии о наименовании персидского языка на западных языках
19 ноября 2005 года Академия вынесла вердикт о наименовании персидского языка на западных языках, отвергающий любое использование слова «фарси» вместо «персидский язык» (Persian (en) / Persisch (de) / persa (es) / persan (fr) и т. д.). В решении Академии отмечено:
1. Термин «персидский» использовался в различных изданиях, включая культурные, научные и дипломатические документы, на протяжении многих столетий, и, следовательно, он несёт в себе значительный исторический и культурный смысл. Замена термина «персидский» на «фарси» свела бы на нет эту установившуюся практику.
2. Изменение названия с «персидский» на «фарси» может создать впечатление, что фарси является новым языком, хотя это может отражать устремления некоторых пользователей термина «фарси».
3. Использование названия «фарси» также может создать впечатление, что «фарси» — это диалект, который используется только в некоторых частях Ирана, а не является преобладающим и официальным языком страны.
4. Термин «фарси» никогда не использовался в научно-исследовательских и образовательных документах в западных языках, а предложение начать его использовать создало бы сомнения и неясности по поводу названия официального языка Ирана.

Поддерживая это заявление, другие институты и персоязычные литературные деятели предприняли аналогичные действия по всему миру.